# Martin Ponsiluoma
Martin Ponsiluoma (n. 8 septembrie 1995, Östersund, Comitatul Jämtland, Suedia) este un biatlonist ce a reprezentat Suedia, medaliat olimpic. A participat la 2 ediții ale Jocurilor Olimpice (2018, 2022) în care a câștigat o medalie de argint.